# ثورة تاوس

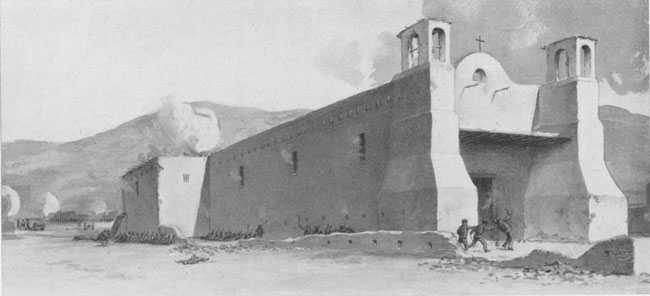
ثورة تاوس عام 1847.

كانت ثورة تاوس تمردًا شعبيًا حدث في يناير 1847 على يد الهسبان والبويبلو الحليفين ضد احتلال الولايات المتحدة لشمال نيو مكسيكو الحالية أثناء الحرب المكسيكية الأمريكية. في حملتين قصيرتين، سحقت القوات والميليشيات التابعة للولايات المتحدة تمرد شعبي الهسبان والبويبلو. أعاد المتمردون، سعيًا لتمثيل أفضل، تجميع صفوفهم وخاضوا ثلاثة اشتباكات أخرى، لكن بعد هزيمتهم، تخلوا عن الحرب المفتوحة. ولأن كانت القوات الأمريكية منتصرة بشكل ساحق، فقد أدى ذلك إلى تشكيل تبعية نيو مكسيكو مع تمثيل مناسب لمواطني سانتا في دي نوفو مكسيكو والاعتراف بهم من خلال معاهدة غوادالوبي هيدالغو.

## معلومات أساسية
في أغسطس 1846، سقطت أراضي نيو مكسيكو، التي كانت آنذاك تحت الحكم المكسيكي، في أيدي القوات الأمريكية تحت قيادة ستيفن واتس كيرني. استسلم الحاكم مانويل أرميجو في معركة سانتا في، دون إطلاق رصاصة واحدة. عندما غادر كيرني مع قواته إلى كاليفورنيا، ترك العقيد ستيرلينغ برايس في قيادة القوات الأمريكية في نيو مكسيكو. عينَ تشارلز بنت ليكون أول حاكم إقليمي لنيو مكسيكو.

لم يتقبل العديد من سكان نيو مكسيكو استسلام أرميجو؛ استاؤوا أيضًا من معاملة الجنود الأمريكيين لهم، والتي وصفها الحاكم بنت:
«لقد تصرفوا كالغزاة، كما فعلت قوات الاحتلال الأخرى في أوقات وأماكن أخرى». ناشد الحاكم بنت رئيس برايس، العقيد ألكسندر دونيفان، «افرض سلطتك لإجبار الجنود على احترام حقوق السكان. لقد أصبحت هذه الاعتداءات متكررة لدرجة أني أتخيل حدوث عواقب وخيمة عاجلًا أم آجلًا إن لم تُتخذ الإجراءات اللازمة لمنعها».
كانت القضية الأكثر أهمية من الإساءات اليومية المزعجة، خشية الكثير من مواطني نيو مكسيكو من عدم اعتراف الولايات المتحدة بسندات ملكية أراضيهم الصادرة عن الحكومة المكسيكية. كانوا قلقين من ازدهار الأنصار الأمريكيين على حسابهم. بعد رحيل كيرني، نسق المنشقون في سانتا في، تمرد عيد الميلاد. عندما اكتشفت السلطات الأمريكية الخطط، أرجأ المنشقون التمرد. جذبوا حلفاء كثر من سكان أمريكا الأصليين، بما في ذلك شعوب البويبلون، الذين أرادوا أيضًا طرد الأمريكيين من المنطقة.

## الثورة

### اغتيالات تاوس
في صباح يوم 19 يناير 1847، بدأ المتمردون الثورة في دون فرناندو دي تاوس، حاليًا تاوس، نيو مكسيكو، وتاوس بويبلو المجاورة. قادهم بابلو مونتويا، هسباني، وتوماس روميرو، من شعب البويبلو في تاوس والمعروف أيضًا باسم توماسيتو (توماس الصغير).
قاد روميرو مجموعة من الأمريكيين الأصليين إلى منزل الحاكم تشارلز بنت، حيث حطموا الباب وأطلقوا السهام على بنت وضربوه أمام عائلته. بعد أن مضوا قدمًا، كان بنت لا يزال على قيد الحياة. هرب هو وزوجته إغناسيا وأطفاله، وزوجتي صديقيه كيت كارسون وتوماس بوجز، من خلال حفر جدران الطوب في منزلهم إلى المنزل المجاور. عندما اكتشف المتمردون هذه المجموعة، قتلوا بنت، لكنهم تركوا النساء والأطفال دون إصابتهم بأذى.
قتلت القوات المتمردة العديد من المسؤولين الحكوميين الآخرين، إضافة إلى من اعتبروهم مرتبطين بالحكومة الإقليمية الأمريكية الجديدة. وكان من بين القتلى، ستيفن لي، نائب مأمور المقاطعة؛ وكورنيليو فيجيل، المحافظ وقاضي الوصايا؛ وجيه. دبليو. ليل، محامي المحكمة الدورية. كتب العقيد برايس: «يبدو أن هدف المتمردين هو إعدام كل أمريكي وكل مكسيكي قبل منصبًا في ظل الحكومة الأمريكية».

### مجازر أرويو هوندو ومورا
في اليوم التالي، هاجمت قوة مسلحة كبيرة قوامها نحو 500 شخص من الهسبان والبويبلون وحاصرت مطحنة ومعمل تقطير سيميون تورلي في أرويو هوندو، على بعد عدة أميال خارج تاوس. رأى تشارلز أوتوبيز، موظف في المطحنة، الرجال قادمين. ذهب إلى سانتا في، طلبًا للمساعدة من قوات الاحتلال الأمريكية. تُرك من ثمانية إلى عشرة أشخاص من رجال الجبل في المطحنة للدفاع. بعد معركة استمرت يومًا كاملًا، لم ينج سوى اثنين من رجال الجبل، وهما جون ديفيد ألبرت وتوماس تيت توبين. هرب كلاهما بشكل منفصل سيرًا على الأقدام ليلًا. في نفس اليوم قتل المتمردون الهسبان سبعة أو ثمانية تجار أمريكيين كانوا يمرون بقرية مورا في طريقهم إلى ميسوري. قُتل 16 أمريكي على الأكثر في كلا العمليتين في 20 يناير.